# Madalena (Recife)
Madalena é um bairro da cidade do Recife, capital do estado brasileiro de Pernambuco. Limita-se com os seguintes bairros: Torre, Ilha do Retiro, Prado e Zumbi.

## História
O bairro da Madalena teve origem em povoação pertencente ao engenho de Pedro Afonso Duro e Madalena Gonçalves, engenho este que recebeu o nome de sua dona, Engenho da Madalena e, posteriormente, também pelo nome de Engenho do Mendonça, por conta de seu proprietário sucessor, João Mendonça.
O nome Madalena, porém, persistiu. A casa-grande, onde hoje está instalado o Museu da Abolição, ficou conhecida como o Sobrado da Madalena, e foi ao redor dela que começou a ser povoado e tomar forma o bairro da Madalena.
Atualmente, é considerada uma das regiões mais verticalizadas e valorizadas da cidade do Recife, com o metro quadrado figurando entre os mais altos. 

## Edificações
- Sobrado da Madalena[3]
- Mercado da Madalena[2]
- Clube Internacional do Recife
- Praça Euclides da Cunha
- Hospital de Ávila
- Clube de Engenharia de Pernambuco[2]
- Batalhão de Polícia de Choque
- Universidade de Pernambuco - Campus Benfica
- Fafire (Campus Madalena)[4]

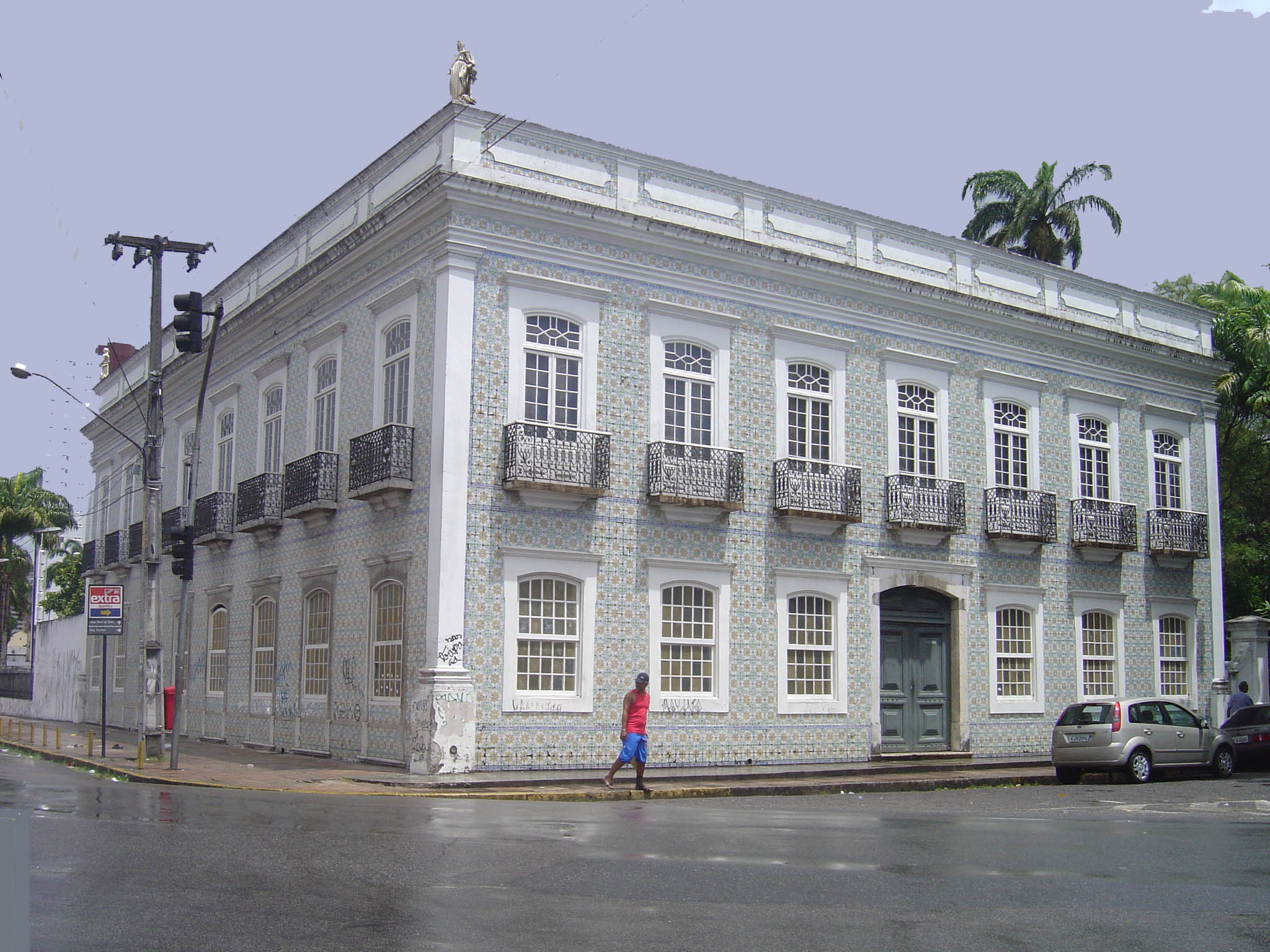
Sobrado da Madalena, onde nasceu o bairro
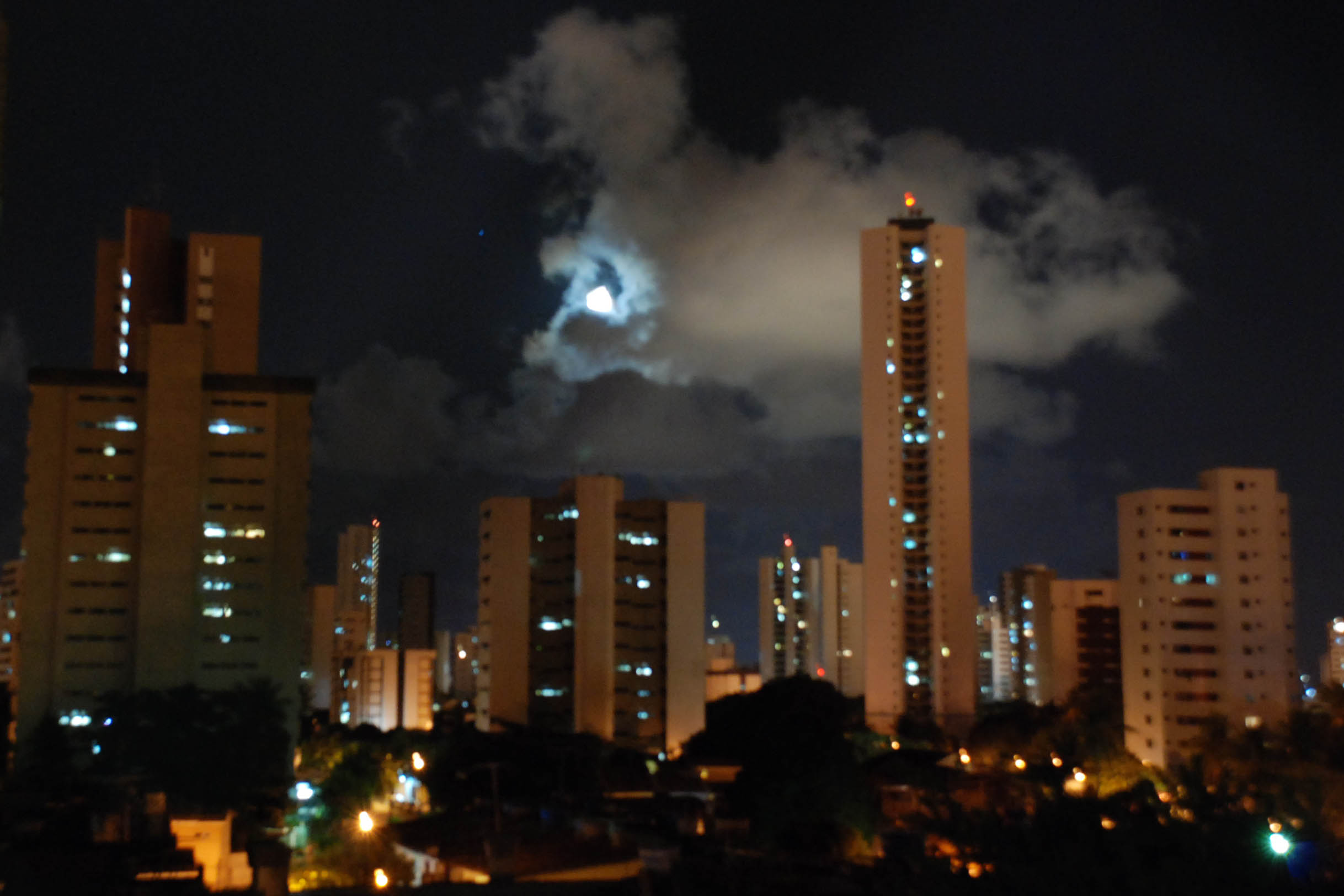
Madalena à noite e suas edificações verticais
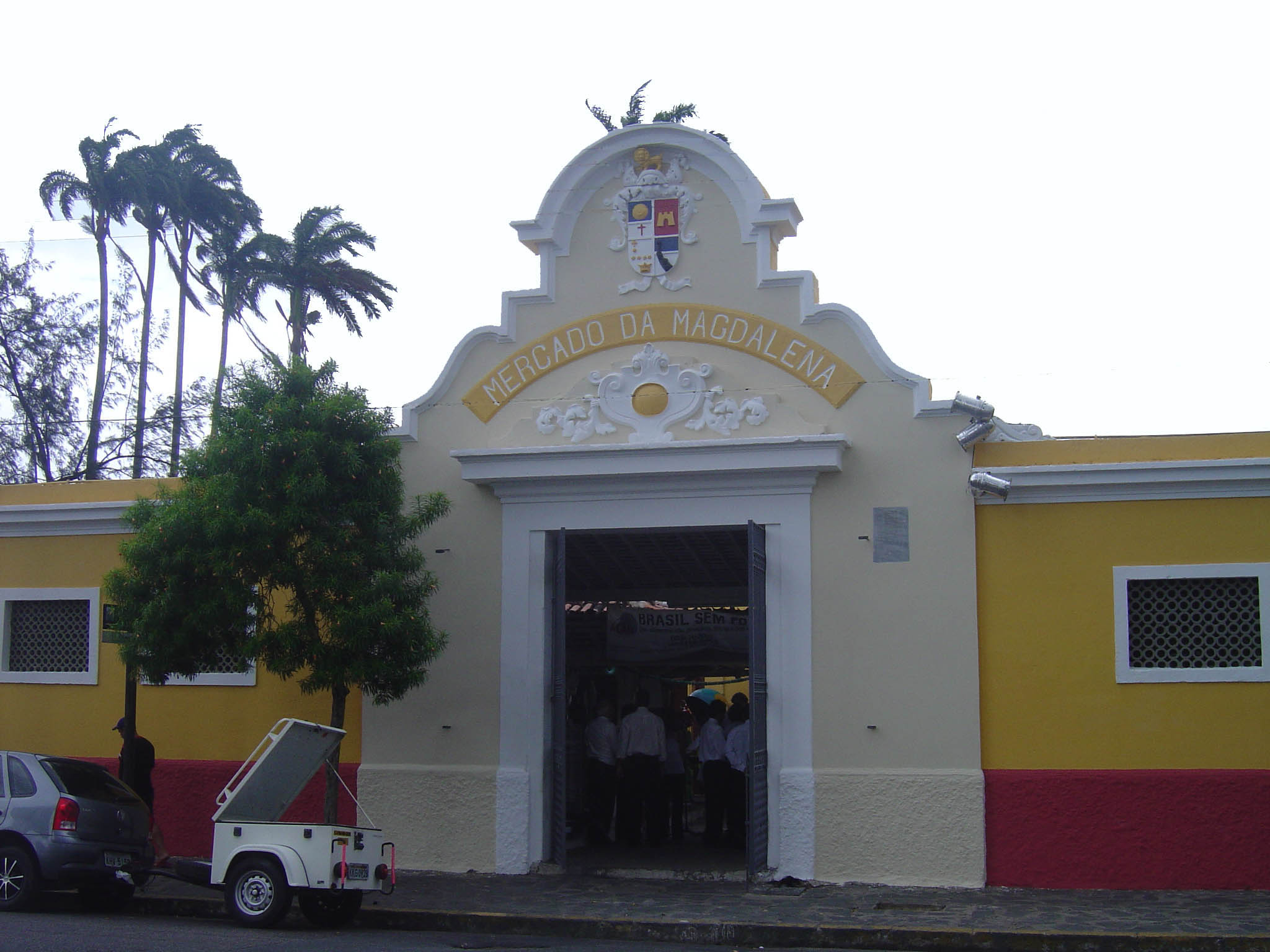
Mercado da Madalena

## Demografia
Numa área de 183 hectares, o bairro tinha, pelo Censo de 2010, 23.082 habitantes, assim como uma densidade 126.48 habitantes/hectare.
O bairro da Madalena é preponderantemente residencial, abrigando, também, uma variada rede de serviços, como grandes colégios (GGE, Equipe, Conecta), Universidade de Pernambuco - Campus Benfica, cursos pré-vestibulares, hipermercados (Extra Benfica, Bompreço, RM), consultórios médicos, restaurantes, padarias, escritórios, academias, entre outros. 
Na Madalena moraram os Irmãos Valença e o Conde da Boa Vista antes de residir no Palácio do Campo das Princesas.
No bairro também fica localizada a Avenida Beira Rio, famosa por sua natureza preservada e pelos grandes edifícios, cujo entorno é bastante disputado pelo mercado imobiliário, tendo o metro quadrado entre os mais caros da cidade.
Na Madalena tem início a Avenida Caxangá, a maior artéria urbana totalmente em linha reta e plana do Brasil.

## Benfica
Benfica é uma localidade de formato ligeiramente heptagonal pertencente ao bairro da Madalena que não foi classificada como bairro na estrutura geopolítica do Recife. A sua principal via leva o nome do bairro e vai do Túnel Chico Science à Praça João Alfredo, no início da Avenida Caxangá. É predominantemente residencial de classe média alta, embora bastante propício, também, a atividades comerciais.  
É uma espécie de reserva arquitetônica sem equivalente no Recife. Dos dois lados da via, já desde o trecho que margeia a Praça Euclides da Cunha, se pode ver casarões de estilos e épocas distintas. Ainda que os imóveis estejam ocupados por empreendimentos privados ou instituições públicas.
Nele ficam algumas instituições, como o Campus Benfica da UPE.